# Монослои дихалькогенидов переходных металлов

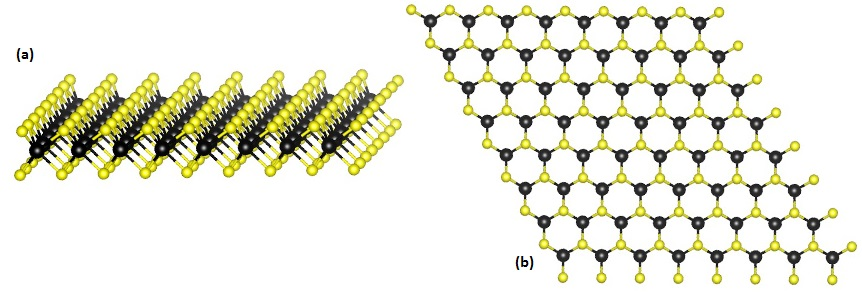
(а) Структура гексагонального монослоя ДПМ. Атомы М показаны чёрным, атомы Х — жёлтым. (б) Шестиугольный монослой ДПМ, вид сверху.

Монослои дихалькогенидов переходных металлов (ДПМ) представляют собой атомарно тонкие кристаллы типа MX2, где M — атом переходного металла (Mo, W и другие), а X — атом халькогена (S, Se или Te). Один слой атомов М зажат между двумя слоями атомов Х. Они являются частью большого семейства двумерных кристаллов, названных так, чтобы подчеркнуть их необычайную тонкость. Например, толщина монослоя MoS2 составляет всего 6,5 Å. Ключевой особенностью этих материалов является взаимодействие крупных атомов в 2D-структуре по сравнению с дихалькогенидами переходных металлов первого ряда, например, WTe2 проявляет аномальное гигантское магнитосопротивление и сверхпроводимость.
Открытие графена показывает, как появляются новые физические свойства, когда объёмный кристалл макроскопических размеров утончается до одного атомного слоя. Как и графит, объёмные кристаллы ДПМ состоят из монослоёв, связанных друг с другом силами Ван-дер-Ваальса. Монослои ДПМ обладают свойствами, отличающимися от свойств полуметаллического графена:
- монослои ДПМ MoS2, WS2, MoSe2, WSe2, MoTe2 имеют прямую запрещённую зону и могут использоваться в электронике в качестве транзисторов и в оптике в качестве эмиттеров и детекторов[3][4][5][6].
- Кристаллическая структура монослоя ДПМ не имеет центра инверсии, что позволяет получить доступ к новой степени свободы носителей заряда, а именно к индексу k-долины, и открыть новую область физики: валитронику[7][8][9][10].
- Сильная спин-орбитальная связь в монослоях ДМД приводит к спин-орбитальному расщеплению[11] на сотни мэВ в валентной зоне и на несколько мэВ в зоне проводимости, что позволяет управлять спином электрона путём настройки энергии фотонов возбуждающего лазера и направлением круговой поляризации[12].
- 2D-природа и сильное спин-орбитальное взаимодействие в слоях ДПМ могут быть использованы в качестве перспективных материалов для приложений спинтроники[13][14].

Работа над монослоями ДПМ является новой областью исследований и разработок с момента открытия прямой запрещённой зоны и потенциальных приложений в электронике и валитроники. ДПМ часто комбинируют с другими двумерными материалами, такими как графен и гексагональный нитрид бора, для создания гетероструктур Ван-дер-Ваальса. Эти гетероструктуры необходимо оптимизировать, чтобы их можно было использовать в качестве строительных блоков для множества различных устройств, таких как транзисторы, солнечные элементы, светодиоды, фотодетекторы, топливные элементы, фотокаталитические и сенсорные устройства. Некоторые из этих устройств уже используются в повседневной жизни и могут стать меньше, дешевле и эффективнее за счёт использования монослоев ДПМ.

## Кристаллическая структура

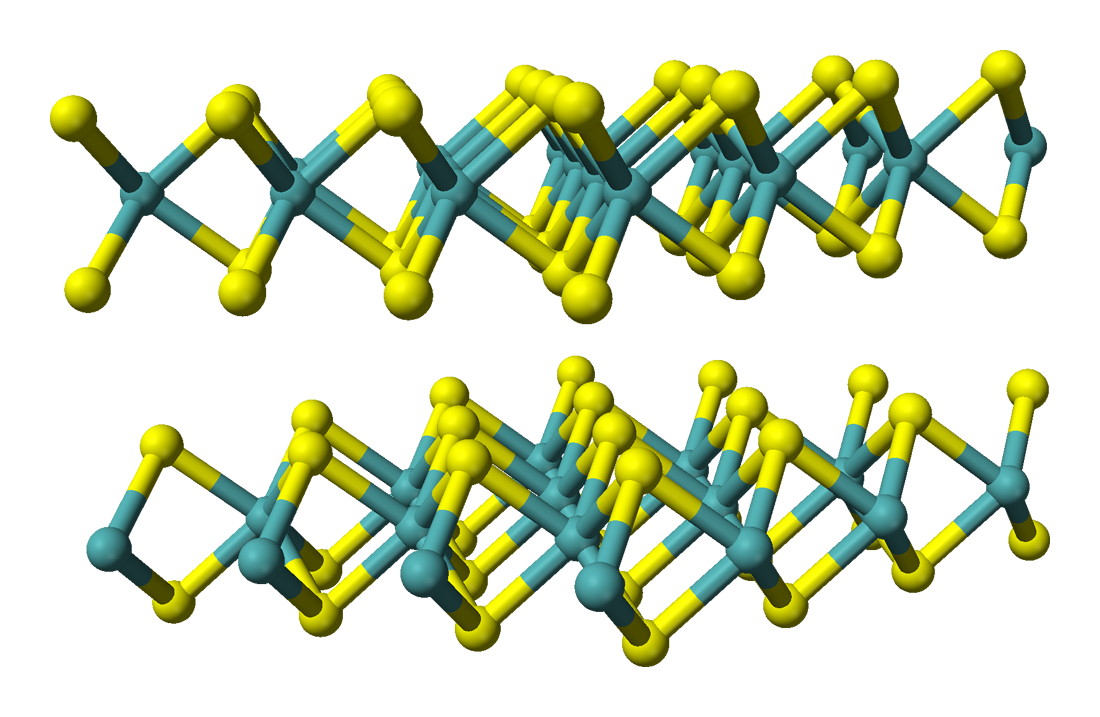
Кристаллическая структура ДПМ.

Дихалькогениды переходных металлов состоят из трёх атомных плоскостей и часто двух видов атомов: металла и двух халькогенов. Сотовая шестиугольная решётка имеет ось симметрии третьей степени и может иметь зеркальную плоскостную симметрию и/или инверсную симметрию. В макроскопическом объёмном кристалле, точнее, при чётном числе монослоев, кристаллическая структура имеет центр инверсии. В случае монослоя (или любого нечётного числа слоёв) кристалл может иметь или не иметь центра инверсии.

## Нарушенная инверсионная симметрия
При отсутствии центра инверсии есть два важных следствия:
- нелинейные оптические явления, такие как генерация второй гармоники, при которой, кристалл возбуждаемый лазером, преобразует падающую частоту излучения в увеличенную вдвое частоту[19][20][21][22],
- электронная зонная структура с прямой зонной структурой, где края как зоны проводимости, так и валентной зоны расположены в неэквивалентных K-точках (K+ и K-) двумерной гексагональной зоны Бриллюэна. Межзонные переходы в окрестности точки К+ (или К-) связаны с состояниями правой (или левой) круговой поляризации фотонов. Правила отбора, зависящие от долины, возникают в результате нарушения инверсной симметрии. Это обеспечивает удобный метод воздействия на определённые состояния долин (K+ или K-) с помощью оптического возбуждения с круговой поляризацией (правой или левой)[10]. В сочетании с сильным спиновым расщеплением спин и степень свободы. связанная с долинами, зависят друг от друга, что обеспечивает стабильную поляризацию долины[23][24][25].

## Характеристики

### Транспортные свойства

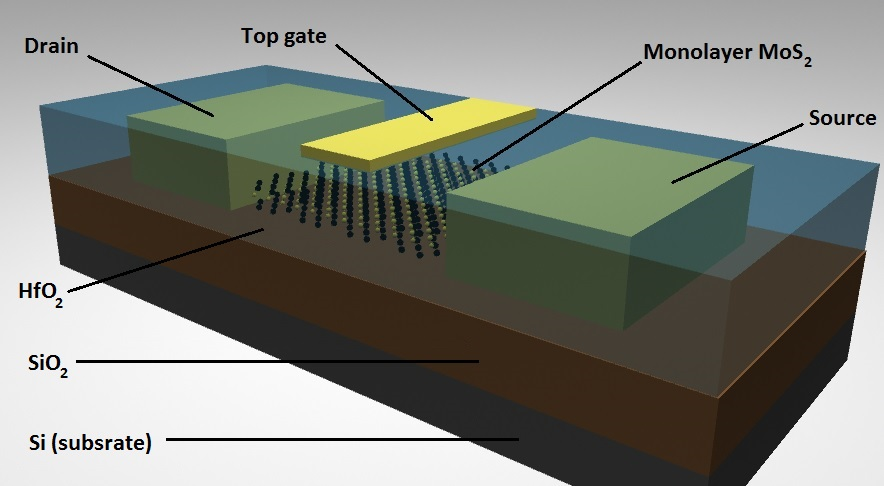
Представительная схема секции полевого транзистора на основе монослоя MoS_{2}.

В субмикронных масштабах 3D-материалы больше не ведут себя так же, как их 2D-форма, что может быть преимуществом. Например, графен имеет очень высокую подвижность носителей и сопутствующие меньшие потери из-за эффекта Джоуля (нагрев из-за тока). Но графен имеет нулевую запрещённую зону, что приводит к высоким токам утечки в транзисторных приложениях. Альтернативой могут быть монослои ДПМ: они структурно стабильны, имеют запрещённую зону и подвижность электронов, сравнимую с подвижностью кремния, поэтому их можно использовать для изготовления транзисторов.
Хотя было обнаружено, что тонкослойные ДПМ имеют более низкую подвижность электронов, чем объёмные TMD, также было обнаружено, что покрытие ДПМ HfO2 или гексагональным нитридом бора (hBN) увеличивает их эффективную подвижность носителей.

### Оптические свойства
|        | А (эВ) | А (нм) | Б (эВ) | Б (нм) |
| МоС 2  | 1,78   | 695    | 1,96   | 632    |
| МоСе 2 | 1,50   | 825    | 1,75   | 708    |
| МоТе 2 | 1.06   | 1170   | 1,36   | 912    |
| WS 2   | 1,84   | 673    | 2.28   | 544    |
| ВСе 2  | 1,52   | 815    | 2.00   | 620    |

Полупроводник может поглощать фотоны с энергией, большей или равной энергии запрещённой зоны. Это означает, что поглощается свет с более короткой длиной волны. Полупроводники обычно являются эффективными эмиттерами, если минимум энергии зоны проводимости находится в той же точке k-пространства, что и максимум валентной зоны, то есть при прямозонной структуре. Ширина запрещённой зоны объёмного материала ДПМ вплоть до толщины двух монослоёв всё ещё является непрямой, поэтому эффективность излучения ниже по сравнению с монослойными материалами. Эффективность излучения для монослоя ДПМ примерно в 104 выше, чем для того же объёмного материала. Энергии запрещённых зон монослоев ДПМ находятся в видимом диапазоне (от 400 нм и 700 нм). Прямая эмиссия показывает два экситонных перехода, называемых A и B, разделённых энергией спин-орбитальной связи. Самой низкой энергией и, следовательно, наиболее важной по интенсивности является эмиссия перехода А. Благодаря прямой запрещённой зоне монослои ДПМ являются перспективными материалами для приложений оптоэлектроники.

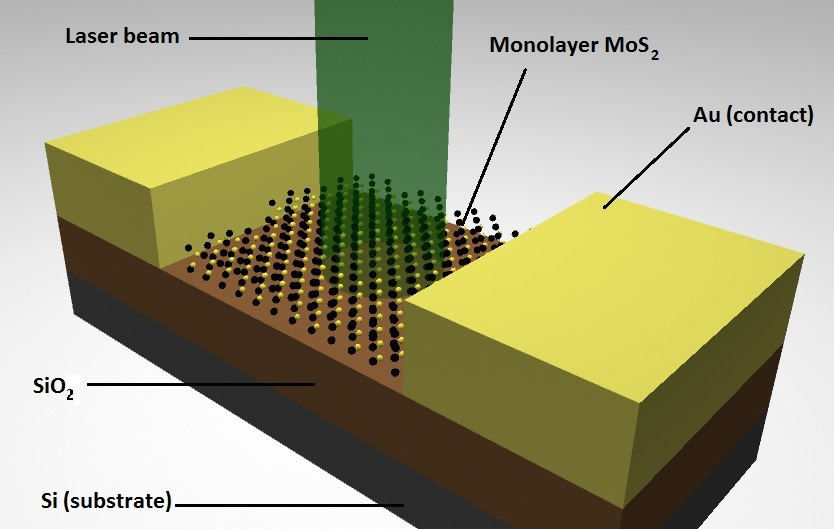
Типичная схема секции сверхчувствительного фотоприёмника на основе монослоя MoS_{2}.

Атомные слои MoS2 использовались в качестве фототранзистора и сверхчувствительных детекторов. Фототранзисторы являются важными устройствами: первый из них с активной областью, состоящих из монослоя MoS2 демонстрирует фоточувствительность 7,5 мА Вт−1, что аналогично графеновым устройствам, которые достигают фоточувствительности 6,1 мА Вт−1. Многослойные MoS2-фототранзисторы демонстрируют более высокую фоточувствительность, около 100 мА Вт−1, что аналогично кремниевым устройствам. Создание золотого контакта на дальних краях монослоя позволяет изготовить сверхчувствительный детектор. Такой детектор имеет фоточувствительность, достигающую 880 А Вт−1, что в 106 раз больше, чем у первых графеновых фотодетекторов. Столь высокая степень электростатического контроля обусловлена тонкой активной областью. Его простота и тот факт, что он имеет только одну полупроводниковую область, тогда как нынешнее поколение фотодетекторов обычно представляет собой p — n-переход, делает возможным промышленное применение высокочувствительных и гибких фотодетекторов. Единственным ограничением для доступных в настоящее время устройств является медленная динамика фотоответа.

### Механические свойства
Интерес к использованию монослоев ДПМ, таких как MoS2 , WS2 и WSe2, для использования в гибкой электронике из-за перехода от непрямой запрещённой зоны в 3D к прямой запрещённой зоне в 2D, подчеркивает важность механических свойств этих материалов. В отличие от объёмных образцов, 2D-монослои материала гораздо сложнее равномерно деформировать, и, как следствие, проведение механических измерений 2D-систем становится более сложной задачей. Метод, разработанный для решения этой проблемы, называемый наноиндентированием атомно-силовой микроскопии (АСМ), включает в себя изгиб двумерного монослоя, подвешенного над подложкой с отверстиями, с помощью кантилевера АСМ и измерение диаграммы сила-смещение. С помощью этого метода было обнаружено, что бездефектные однослойные образцы MoS2 имеют модуль Юнга 270 ГПа с максимальной испытываемой деформацией 10 % перед разрушением. В той же работе установлено, что двухслойные образцы MoS2 имеют меньший модуль Юнга — 200 ГПа, что связано с межслоевым скольжением и дефектами плёнки. С увеличением толщины чешуек решающую роль играет изгибная жёсткость, и установлено, что модуль Юнга многослойных, 5-25 слоев, полученных механическим расщеплением MoS2 составляет 330 ГПа.
Механические свойства других ДПМ, таких как WS2 и WSe2, также были определены. Например, модуль Юнга многослойного, 5-14 слоёв, WSe2, равен 167 ГПа при максимальной деформации 7 %. Для WS2 модуль Юнга монослойных образцов, выращенных методом химического осаждения из газовой фазы (CVD), составляет 272 ГПа. В результате этого же исследования было обнаружено, что модуль Юнга монослойных плёнок MoS2, выращенных ием же методом, составляет 264 ГПа. Это интересный результат, поскольку модуль Юнга образцов поленных механическим расзеплением MoS2 почти такой же, как и у образцов MoS2, выращенных методом CVD. Принято считать, что ДПМ, полученные химическим методом, будут содержать больше дефектов по сравнению с механическим методом из более совершенных объёмных кристаллов, а это означает, что дефекты (точечные дефекты и т. д.), входящие в состав образцов, не оказывают радикального влияния на прочность самой плёнки.
При приложении деформации измеряется уменьшение прямой и непрямой запрещённой зоны, которое приблизительно линейно зависит от деформации. Непрямая запрещённая зона уменьшается быстрее при приложении деформации к монослою, чем прямая запрещённая зона, что приводит к переходу от прямой к непрямой запрещённой зоне при уровне деформации около 1 %. В результате ожидается снижение эмиссионной эффективности монослоёв для сильно деформированных образцов. Это свойство обеспечивает механическую настройку электронной структуры, а также возможность изготовления устройств на гибких подложках.

## Изготовление

### Механическое расщепление
Механическое расщепление — это подход сверху вниз. В объёмном виде ДПМ представляют собой кристаллы, состоящие из слоёв, связанных силами Ван-дер-Ваальса. Эти взаимодействия слабее, чем химические связи между Mo и S, например, в MoS2. Таким образом, монослои ДПМ можно получить путём микромеханического расщепления, как и графен.
Кристалл ДПМ трётся о поверхность другого материала (любой твёрдой поверхности). На практике клейкая лента накладывается на объёмный кристалл ДПМ и впоследствии удаляется. Клейкая лента с крошечными плёнками ДПМ, отделяющимися от объёмного материала прижимается к подложке. При удалении клейкой ленты на подложке остаются однослойные и многослойные плёнки ДПМ. С помощью этого метода получаются небольшие образцы однослойного материала, обычно с характерным размером около 5-10 микрометров.
Большие количества расслоённого материала также можно получить с помощью жидкофазного химического расщепления путём смешивания материалов ДПМ с растворителями и полимерами.

### Химическое осаждение из газовой фазы
Химическое осаждение из газовой фазы (CVD) — ещё один подход, используемый для синтеза дихалькогенидов переходных металлов. Он широко использовался для синтеза множества различных ДПМ, поскольку его можно легко адаптировать для различных материалов. Обычно выращивание ДПМ методом CVD достигается путём помещения соединений-прекурсоров материала, обычно оксида переходного металла и чистого халькогена, в печь с подложкой, на которой будет формироваться материал. Печь нагревается до высоких температур (от 650 до 1000°С) с инертным газом, обычно N2 или Ar, продуваемом через трубку. Для образования некоторых материалов в качестве катализатора требуется газообразный H2, поэтому его можно пропускать через печь в меньших количествах, чем инертный газ.
Помимо традиционного CVD, для синтеза ДПМ использовалось химическое осаждение металлоорганических соединений (MOCVD). В отличие от традиционного CVD, описанного выше, в MOCVD используются газообразные прекурсоры, в отличие от твёрдых прекурсоров, и MOCVD обычно проводится при более низких температурах, от 300 до 900°С. Было показано, что MOCVD обеспечивает более последовательный рост в масштабе пластины, чем традиционное CVD.
CVD часто используется вместо механического расщепления, несмотря на его дополнительную сложность, поскольку он может создавать монослои размером от 5 до 100 микрон в отличие от участков поверхности размером примерно 5-10 микрон, получаемых с использованием метода механического расщепления. Монослои ДПМ, полученные методом CVD, не только имеют большую площадь поверхности, чем плёнки, полученные механическим методом, но и часто более однородны. Однослойные образцы ДПМ с очень небольшим количеством многослойных областей или вообще без них могут быть получены методом химического осаждения из паровой фазы, в отличие от образцов, полученных методом механического расщепления, которые часто имеют много многослойных областей. Методы геометрически ограниченного роста также недавно применяются для реализации однодоменных монослойных массивов ДПМ в масштабе пластины и их гетероструктур.

### Молекулярно-лучевая эпитаксия
Молекулярно-лучевая эпитаксия (МЛЭ) — признанный метод выращивания полупроводниковых устройств с контролем толщины атомного монослоя. МЛЭ использовался для выращивания различных ДПМ, таких как MoSe2, WSe2, и теллуриды ранних переходных металлов, включая титан, ванадий и хром, в результате чего получаются чрезвычайно чистые образцы толщиной всего 0,5 монослоя.
Рост происходит в сверхвысоком вакууме (СВВ). Прекурсоры целевых материалов помещаются в испарительные ячейки, обычно в виде порошка (например, селена) или стержня (например, молибдена). Некоторые элементы, такие как селен и теллур, оба из которых являются халькогенами, могут использоваться в чистой твёрдой форме в качестве прекурсоров. Однако некоторые элементы можно использовать только при их извлечении из твёрдых соединений, например сера из FeS2. Сложные материалы разрушаются при нагревании материала при сверхвысоком вакууме. Испарительные ячейки представляют собой либо ячейки Кнудсена, либо ячейки для электронно-лучевого испарения, в зависимости от материалов; электронно-лучевое испарение работает со стержнями и может использоваться для достижения высоких температур без перегрева нагревательных нитей, а ячейки Кнудсена подходят для порошков и материалов с более низкой точкой испарения. Испаренные материалы затем направляются к подложке; некоторые распространённые из них — MoS2, HOPG, слюда или сапфировая подложка, такая как Al2O3. Конкретный субстрат выбирается так, чтобы он лучше всего соответствовал целевому росту. Во время процесса подложку нагревают для ускорения диффузии, при температуре от 300°С до 700°С. Температура подложки является одним из ключевых факторов роста, и её изменение можно использовать для выращивания различных фаз, таких как 1T и 2H, одного и того же материала.
МЛЭ имеет некоторые преимущества как в отношении ручного расщепления, так и в отношении CVD. Использование дифракции быстрых электронов на отражение (RHEED) позволяет контролировать процесс в реальном времени, а это, помимо сверхвысокого вакуума и низкой скорости роста, позволяет создавать чистые, атомарно тонкие монослои. Улучшение качества образцов значительно по сравнению с расщеплением, поскольку MBE более эффективно удаляет крупные хлопья и примеси. В отличие от CVD, МЛЭ оказывается полезным, когда требуются однослойные ДПМ. Недостатком МЛЭ является то, что это относительно сложный процесс, требующий большого количества специализированного оборудования. Поддержание сверхвысокого давления может быть затруднено, а подготовка проб происходит медленнее, чем при использовании двух других методов.

### Электрохимическое осаждение
Электроосаждение является одним из методов, появившихся для производства полупроводниковых ДПМ, таких как MoS2, WS2 и WSe2. В нескольких статьях показано контролируемое электроосаждение слоёв ДПМ вплоть до монослоя. До сих пор эти материалы демонстрировали непрерывные плёнки с хорошей однородностью, но обычно требуют температур отжига > 500°С. Об электроосаждении плёнок ДПМ успешно сообщалось на проводящих плёнках, таких как графен и TiN, а также на изоляторе SiO2 путём выращивания ДПМ латерально, начиная с проводящей плёнки.

## Электронная зонная структура

### Запрещённая зона
В объёмном виде ДПМ имеют непрямую зону в центре зоны Бриллюэна, тогда как в монослойном виде энергетическая щель становится прямой и располагается в К-точках.

### Спин-орбитальное взаимодействие
|        | Валентная зона расщепление (эВ) | Зона проводимости расщепление (эВ) |
| МоС 2  | 0,148                           | 0,003                              |
| WS 2   | 0,430                           | 0,026                              |
| МоСе 2 | 0,184                           | 0,007                              |
| ВСе 2  | 0,466                           | 0,038                              |
| МоТе 2 | 0,219                           | 0,034                              |

Для ДПМ атомы тяжёлые, а электронные состояния внешних слоёв состоят из d-орбиталей, которые имеют сильное спин-орбитальное взаимодействие, что устраняет спиновое вырождение как в зоне проводимости, так и в валентной зоне, то есть вводит сильное энергетическое расщепление между состояниями со спином вверх и вниз. В случае MoS2 спиновое расщепление в зоне проводимости находится в диапазоне мэВ; ожидается, что оно будет более выраженным в другом материале, таком как WS2[что?]. Спин-орбитальное расщепление в валентной зоне составляет несколько сотен мэВ.

### Взаимодействие между спином и долиной и степень свободы электронной долины

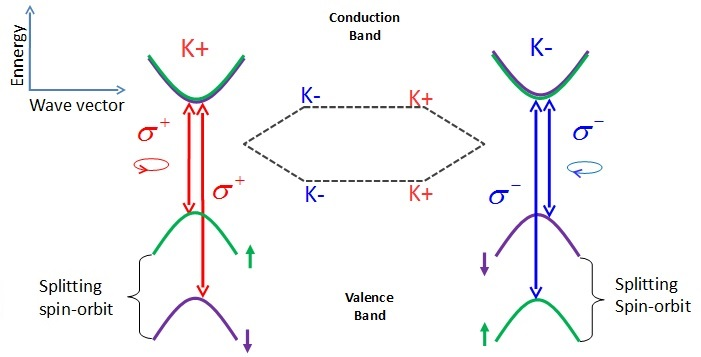
Спиновые расщепления и правила отбора.

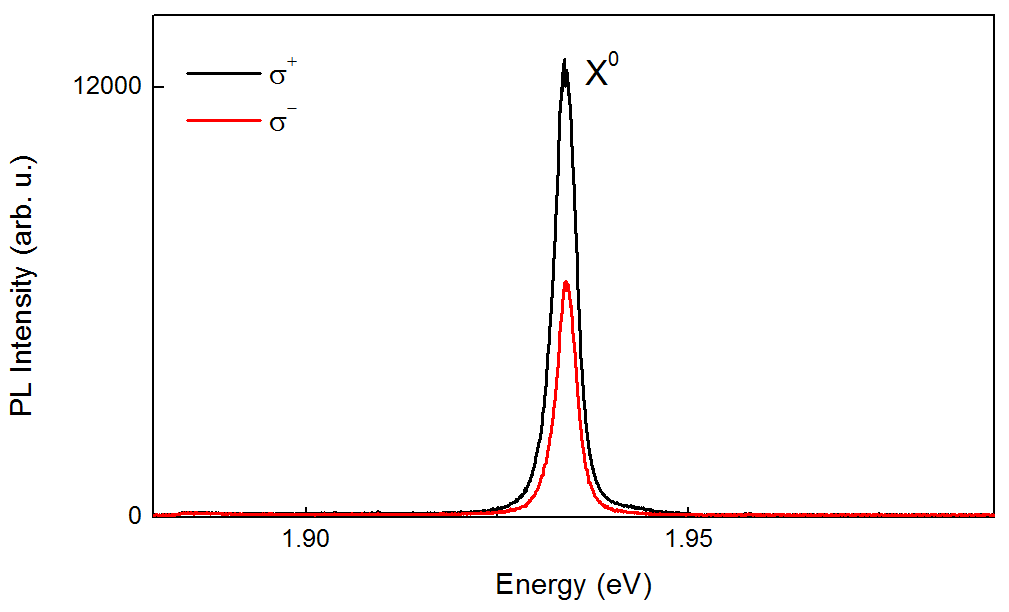
Фотолюминесценция (ФЛ) монослоя MoS_{2} при 4 K возбуждается σ±поляризованным лазером. Монослой поглощает падающий свет и переизлучает его с более низкой энергией.

Путём управления степенью свободы заряда или спина носителей, как это предлагает спинтроника, уже созданы новые устройства. Если в структуре электронной зоны в k-пространстве имеются разные экстремумы зоны проводимости/валентной зоны, то носитель может находиться в одной из этих долин. Эта степень свободы открывает новую область физики: управление индексом k-долины носителей, также называемое валитроникой.
Для кристаллов монослоев ДПМ симметрия чётности нарушена, центр инверсии больше не существует. K долины разных направлений в двумерной гексагональной зоне Бриллюэна больше не эквивалентны. Итак, есть два вида К-долин, называемые К+ и К-. Также наблюдается сильное энергетическое вырождение различных спиновых состояний в валентной зоне. Преобразование одной долины в другую описывается оператором обращения времени. Более того, симметрия кристалла приводит к правилам отбора, зависящим от долины: фотон с правой круговой поляризацией (σ+) инициализирует носитель в долине K+, а фотон с левой круговой поляризацией (σ-) инициализирует носитель в долине K-. Благодаря этим двум свойствам (взаимодействие спин-долина и правила отбора) лазер определённой поляризацией и энергии позволяет инициализировать состояния электронной долины (K+ или K-) и спиновые состояния (вверх или вниз).

### Испускание и поглощение света: экситоны
Один слой ДПМ может поглощать до 20 % падающего света, что беспрецедентно для такого тонкого материала. Когда фотон подходящей энергии поглощается монослоем ДПМ, в зоне проводимости создаётся электрон; электрон, отсутствующий теперь в валентной зоне, ассимилируется положительно заряженной квазичастицей, называемой дыркой. Отрицательно заряженный электрон и положительно заряженная дырка притягиваются посредством кулоновского взаимодействия, образуя связанное состояние, называемое экситоном, которое можно рассматривать как атом водорода (с некоторым отличием). Эта бозоноподобная квазичастица очень хорошо известна и изучена в традиционных полупроводниках, таких как GaAs и ZnO, но в ДПМ она открывает новые возможности для приложений и изучения фундаментальной физики. Действительно, уменьшенное диэлектрическое экранирование и квантово-размерный эффект, присутствующие в этих ультратонких материалах, делают энергию связи экситонов намного сильнее, чем в традиционных полупроводниках. Энергии связи в несколько сотен мэВ наблюдаются для всех четырёх основных членов семейства ДПМ.

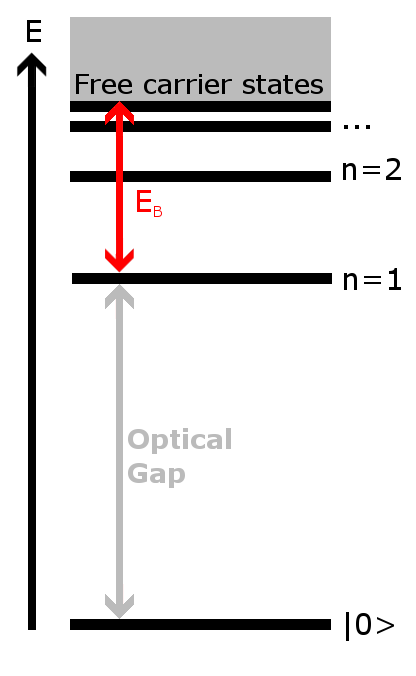
Диаграмма энергетических уровней экситона, как если бы это был атом водорода.

Как упоминалось ранее, экситон можно представить как атом водорода, где электрон связан с дыркой. Основное отличие состоит в том, что эта система неустойчива и стремится релаксировать к вакуумному состоянию, которое здесь представлено электроном в валентной зоне. Разница в энергии между «основным состоянием» экситона (n=1) и «вакуумным состоянием» называется оптической щелью и представляет собой энергию фотона, испускаемого при рекомбинации экситона. Это энергия фотонов, испускаемых монослоями ДПМ и наблюдаемых в виде огромных пиков излучения в экспериментах по фотолюминесценции (ФЛ), таких как тот, который обозначен X0 на рисунке. В этой картине энергия связи EB определяется как разница между шириной запрещённой зоны свободной частицы и оптической запрещённой зоной и представляет собой, как обычно, энергию, необходимую для разделения дырки и электрона. Существование этой разницы энергий называется перенормировкой запрещённой зоны. На этом аналогия с атомом водорода не заканчивается, поскольку экситонные возбуждённые состояния наблюдались при более высоких энергиях и с помощью других методов.
Из-за спин-орбитального расщепления валентной зоны в ДПМ существуют две разные серии экситонов, называемые А- и В-экситонами. В серии А дырка расположена в верхней ветви валентной зоны, а для В-экситона — в нижней ветви. Как следствие, оптическая щель для B-экситона больше, и соответствующий пик обнаруживается при более высоких энергиях при фотолюминисценции и спектроскопии отражения.
В спектрах ФЛ монослоёв ДПМ обычно появляется ещё один пик, связанный с различными квазичастицами, называемыми трионами. Это экситоны, связанные с другим свободным носителем, которым может быть электрон или дырка. Как следствие, трион представляет собой отрицательно или положительно заряженный комплекс. Присутствие сильного трионного пика в спектре ФЛ, в конечном счёте более сильного, чем пик, связанный с рекомбинацией экситонов, является признаком легированного монослоя. Сейчас считается, что это легирование является внешним, что означает, что оно возникает из-за заряженных ловушек, присутствующих в подложке (обычно SiO2). Размещение монослоя ДПМ между двумя чешуйками hBN устраняет это примесное легирование и значительно повышает оптическое качество[уточнить] образца.
При более высоких степенях возбуждения биэкситоны наблюдались также в монослойных ДПМ. Эти комплексы образованы двумя связанными экситонами. Теория предсказывает, что даже более крупные комплексы носителей заряда, такие как заряженные биэкситоны (квинтоны) и биэкситоны, связанные с ионами, стабильны и должны быть видны в спектрах ФЛ. Кроме того, было замечено, что фотоны также создаются на точечных дефектах в этих материалах в различных конфигурациях.

## Радиационные эффекты монослоев ДПМ
Обычными формами излучения, используемыми для создания дефектов в ДПМ, являются частицы и электромагнитное облучение, влияющее на структуру и электронные характеристики этих материалов. Изучалась реакция этих материалов на излучение для использования в средах с высоким уровнем радиации, таких как космические или ядерные реакторы. Повреждение этого уникального класса материалов происходит главным образом в результате распыления и смещения металлов или радиолиза и зарядки изоляторов и полупроводников. Чтобы распылить атом, электрон должен быть в состоянии передать достаточно энергии, чтобы преодолеть порог повреждения. Тем не менее, точное количественное определение этой энергии всё ещё необходимо определить для ДПМ. Например, в MoS2. воздействие пучка просвечивающего электронного микроскопа посредством распыления создаёт вакансии в решётке, которые затем собираются вместе в спектроскопические линии. Кроме того, при рассмотрении реакции этих материалов на излучение наиболее важными являются три параметра: выбор подложки, толщина образца и процесс подготовки образца.

## Янусовские монослои ДПМ
Новый тип асимметричных дихалькогенидов переходного металла, янусовские монослои ДПМ, были синтезированы путём нарушения неплоской структурной симметрии посредством плазменного химического осаждения из газовой фазы. Янусовские монослои ДПМ имеют асимметричную структуру MXY (M = Mo или W, X/Y = S, Se или Te), проявляющую внеплоскостной оптический диполь и пьезоэлектричество из-за дисбаланса электронная волновая функция между дихалькогенидами, которые отсутствуют в неполярном монослое ДПМ, MX2. Кроме того, асимметричная структура янусовского MoSSe обеспечивает усиленное спин-орбитальное взаимодействие Рашбы, что предполагает, что асимметричный янусовский монослой ДПМ может быть многообещающим кандидатом для приложений спинтроники. а также считается отличным материалом для электрокатализа или фотокатализа.
Янусовский MoSSe можно синтезировать методом CVD с индуктивно-связанной плазмой (ICP-CVD). Верхний слой атомов серы на MoS2 очищается ионами водорода, образуя промежуточное состояние MoSH. После этого промежуточное состояние дополняют селеном посредством термического отжига при 250°С в среде смеси газов водорода и аргона.

## Использование

### Электроника
Полевой транзистор (FET) из монослойного MoS2 показал коэффициент включения/выключения, превышающий 108 при комнатной температуре, благодаря электростатическому контролю проводимости в 2D-канале. Были изготовлены полевые транзисторы из MoS2, MoSe2, WS2 и WSe2. Все они перспективны не только из-за их подвижности электронов и наличия запрещённой зоны, но и потому, что их очень тонкая структура делает их перспективными для использования в тонкой, гибкой электронике.

### Сенсоры
Ширина запрещённой зоны, которой обладают ДПМ, делает их привлекательными для сенсоров в качестве замены графена. Биосенсоры на основе полевых транзисторов полагаются на рецепторы, прикрепленные к монослою ДПМ. Когда целевые молекулы прикрепляются к рецепторам, это влияет на ток, текущий через транзистор.
Азотистые основания можно обнаружить в ДНК, когда они проходят через нанопоры, выполненные в MoS2. Датчики нанопор основаны на измерении ионного тока через нанопоры в материале. Когда одна цепь ДНК проходит через пору, происходит заметное уменьшение ионного тока для каждого основания. Измерив ток, текущий через нанопору, можно затем секвенировать ДНК.
На сегодняшний день большинство датчиков создано на основе MoS2, хотя WS2 также исследовался.

## Конкретные примеры

### Дисульфид молибдена

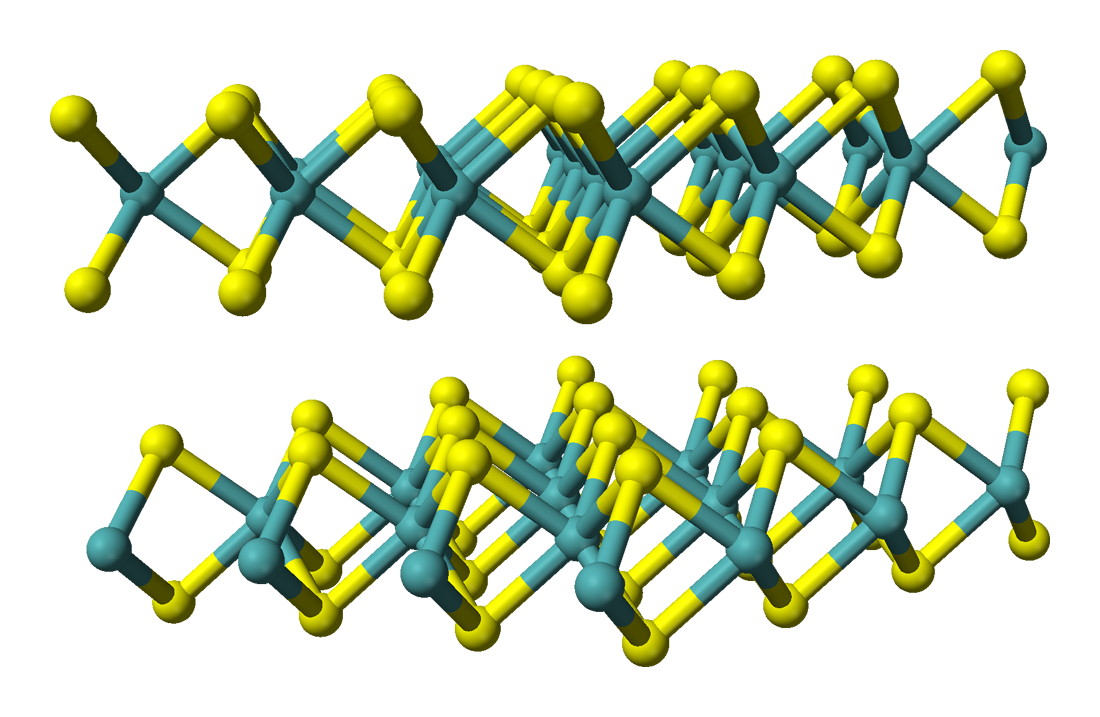
Слоистая структура MoS_{2} Mo — синий, S — жёлтый.

Монослои дисульфида молибдена состоят из ячеек из одного слоя атомов молибдена, ковалентно связанных с двумя слоями атомов серы. В то время как объемный сульфид молибдена существует в виде полиморфов 1T, 2H или 3R, монослои дисульфида молибдена встречаются только в форме 1T или 2H. Форма 2H имеет тригонально-призматическую геометрию, а форма 1T — октаэдрическую или тригональную антипризматическую геометрию. Монослои молибдена также могут складываться друг в друга благодаря взаимодействиям Ван-дер-Ваальса между каждым слоем.

#### Проводимость
Электрические свойства сульфида молибдена в электротехнических устройствах зависят от таких факторов, как количество слоёв, метод синтеза, природа подложки, на которую нанесены монослои, и механической нагрузки.
По мере уменьшения числа слоёв ширина запрещённой зоны начинает увеличиваться от 1,2 эВ в объёмном материале до значения 1,9 эВ для монослоя. Нечётное количество слоёв сульфида молибдена также придаёт электрические свойства, отличные от чётного количества слоёв сульфида молибдена, из-за циклического растяжения и освобождения, присутствующего в нечётном количестве слоев. Сульфид молибдена представляет собой полупроводник p-типа, но он демонстрирует амбиполярное поведение, когда монослои сульфида молибдена, состоящие из 15 нм толщиной использовались в транзисторах. Однако большинство электрических устройств, содержащих монослои сульфида молибдена, имеют тенденцию проявлять поведение полупроводника n-типа.
Ширина запрещённой зоны монослоев дисульфида молибдена также может регулироваться путём приложения механической деформации или электрического поля. Увеличение механической деформации смещает фононные моды слоёв сульфида молибдена. Это приводит к уменьшению запрещённой зоны и переходу металл-изолятор. Приложение электрического поля напряженностью 2-3 В нм−1 также уменьшает непрямую запрещённую зону бислоёв сульфида молибдена до нуля.
Интеркаляция лития в растворённой фазе и расслоение объёмного сульфида молибдена приводит к образованию слоёв сульфида молибдена с металлическим и полупроводниковым характером из-за распределения геометрий 1T и 2H внутри материала. Это связано с тем, что две формы монослоёв сульфида молибдена имеют разные электрические свойства. Полиморфная модификация сульфида молибдена 1T имеет металлический характер, тогда как форма 2H демонстрирует полупроводниковые свойства. Однако слои дисульфида молибдена, полученные электрохимической интеркаляцией лития, имеют преимущественно 1T и, следовательно, металлический характер, поскольку не происходит преобразования в форму 2H из формы 1T.

#### Теплопроводность
Теплопроводность монослоев дисульфида молибдена при комнатной температуре составляет 34,5 Вт/мК, а теплопроводность малослойного дисульфида молибдена — 52 Вт/мК. С другой стороны, теплопроводность графена составляет 5300 Вт/мК. Из-за довольно низкой теплопроводности наноматериалов дисульфида молибдена он не так перспективен для высокотемпературных применений, как некоторые другие 2D-материалы.

#### Механическое расщепление
Методы расщепления для изоляции монослоёв дисульфида молибдена включают механическое расщепления, расщепление с использованием растворителя и химическое расщепление.
Расщепление с помощью растворителя осуществляется путём обработки ультразвуком объёмного дисульфида молибдена в органическом растворителе, таком как изопропанол и N-метил-2-пирролидон, который диспергирует объёмный материал в наноплёнки, поскольку взаимодействия Ван-дер-Ваальса между слоями в объёмном материале разрушаются. Количество производимых наноплёнок контролируется временем обработки ультразвуком, взаимодействием растворителя и дисульфида молибдена и скоростью центрифуги. По сравнению с другими методами расщепления, расщепление с помощью растворителя является самым простым методом крупномасштабного производства наноплёнок дисульфида молибдена.
Микромеханическое расщепление дисульфида молибдена было основано на той же методике, которая использовалась при выделении наноплёнок графена. Микромеханическое расщепление позволяет получать наноплёнки дисульфида молибдена с низким уровнем дефектов, но не подходит для крупномасштабного производства из-за низкого выхода.
Химическое расщепление включает функционализацию дисульфида молибдена, а затем обработку ультразвуком для диспергирования наноплёнок. Наиболее известным методом химического расщепления является интеркаляция лития, при которой литий интеркалируется в объёмный дисульфид молибдена, а затем диспергируется в нанолисты путём добавления воды.

#### Химическое осаждение из газовой фазы
CVD рост наноплёнок дисульфида молибдена включает реакцию прекурсоров молибдена и серы на подложке при высоких температурах. Этот метод часто используется при изготовлении электрических устройств с компонентами дисульфида молибдена, поскольку нанолисты наносятся непосредственно на подложку; уменьшаются неблагоприятные взаимодействия между подложкой и наноплёнками, которые могли бы возникнуть, если бы они были синтезированы отдельно. Кроме того, поскольку толщину и площадь наноплёнок дисульфида молибдена можно контролировать путём выбора конкретных прекурсоров, можно регулировать электрические свойства наноплёнок.
Гальваника
Среди методов, которые использовались для раста дисульфида молибдена, имеется гальваника. С помощью этой технологии на графеновых электродах были получены ультратонкие плёнки, состоящие из нескольких слоёв. Кроме того, другие материалы электродов также подвергались гальваническому покрытию MoS2, например, нитрид титана (TiN), стеклоуглерод и политетрафторэтилен. Преимущество этого метода при производстве 2D-материалов заключается в его селективности пространственного роста и способности наноситься на не плоские поверхности. Контролировать толщину электроосаждённых материалов можно путём регулирования времени осаждения или тока.

#### Лазерная абляция
Импульсное лазерное осаждение включает утончение объёмного дисульфида молибдена с помощью лазера для получения одно- или многослойных нанолистов дисульфида молибдена. Это позволяет получать наноплёнки дисульфида молибдена определённой формы и размера. Качество наноплёнок определяется энергией лазера и углом облучения.
Лазеры также можно использовать для формирования наноплёнок дисульфида молибдена из фуллереноподобных молекул дисульфида молибдена.

#### Дисульфид гафния

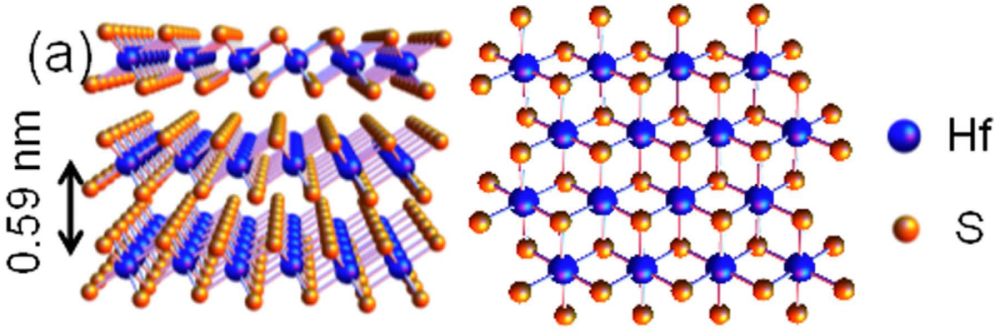
HfS_{2} структура

Дисульфид гафния (HfS2) имеет слоистую структуру с прочной ковалентной связью между атомами Hf и S в слое и слабыми силами Ван-дер-Ваальса между слоями. Соединение имеет структуру типа CdI2 и представляет собой полупроводниковый материал с непрямой запрещённой зоной. Межслойное расстояние между слоями 0,56 нм, что мало по сравнению с ДПМ группы VIB, такими как MoS2, что затрудняет расщепление его атомных слоёв. Однако в последнее время его кристаллы с большим межслоевым расстоянием вырастили с использованием пути переноса химических паров. Эти кристаллы расслаиваются в растворителях, таких как N-циклогексил-2-пирролидон (CHP), всего за несколько минут, что приводит к высокопроизводительному образованию его нескольких слоёв, что приводит к увеличению его непрямой запрещённой зоны с 0,9 эВ до 1,3 эВ. В качестве приложения в электронике его полевые транзисторы, созданные с использованием нескольких слоёв в качестве материала проводящего канала, обеспечивающего высокий коэффициент модуляции тока, превышающий 10000 при комнатной температуре. Таким образом, ДПМ группы IVB также имеют потенциальное применение в области оптоэлектроники.

### Диселенид вольфрама

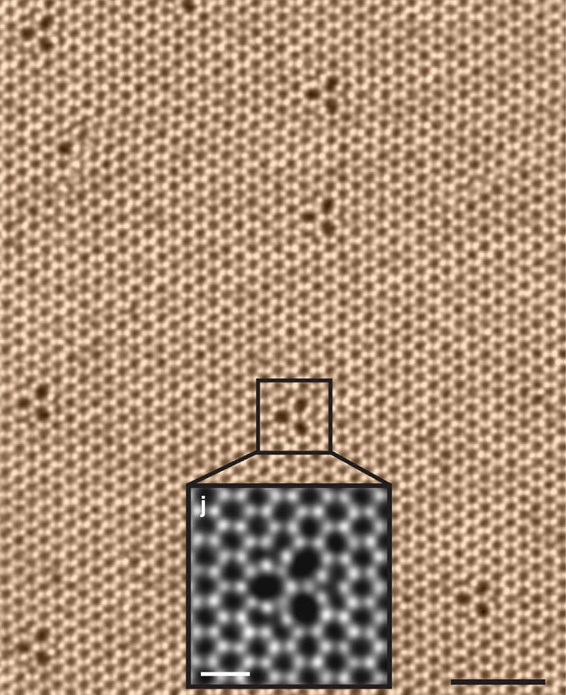
Атомное изображение монослоя WSe_{2}, показывающее гексагональную симметрию и тройные дефекты. Масштаб: 2 нм (0,5 нм на вставке).

Диселенид вольфрама представляет собой неорганическое соединение формулы WSe2. Соединение имеет гексагональную кристаллическую структуру, аналогичную дисульфиду молибдена. Каждый атом вольфрама ковалентно связан с шестью лигандами селена в тригонально-призматической координационной сфере, а каждый селен связан с тремя атомами вольфрама в пирамидальной геометрии. Связь вольфрам-селен имеет расстояние связи 2,526 Å, а расстояние между атомами селена составляет 3,34 Å. Слои складываются вместе посредством сил Ван-дер-Ваальса. WSe2 является стабильным полупроводником в дихалькогенидах переходных металлов VI группы. Электронной запрещённой зоной WSe2 можно управлять посредством механической деформации, что также позволяет преобразовать тип зоны из непрямой в прямую в двухслойных плёнках WSe2.